# World Athletics Label Road Races 2021

Logo von World Athletics

Die World Athletics Label Road Races 2021 waren Laufveranstaltungen, die vom Leichtathletik-Weltverband World Athletics für 2021 ein Label erhielten. 
Begründet mit den sich durch die Pandemielage (COVID-19-Pandemie) ergebenden Einschränkungen werden die Rennen nicht wie sonst üblich in die Kategorien Platinum, Gold, Silver und Bronze unterteilt; sondern es wird ein dreistufiges System verwendet: Das World Athletics Elite Platinum Label erhalten Läufe, welche im Vorjahr unabhängig vom letztendlichen Stattfinden Platinum-Status hatten, für ein World Athletics Elite Label sind Preisgelder für die Top 8 und Mindestpreisgelder für die Sieger in Höhe von 15.000 $ (Marathon) oder 7500 $ (andere Distanzen) Voraussetzung und für das World Athletics Label können sich Veranstaltungen bewerben, die vor 2021 wenigstens zwei Jahre in Folge stattfanden und ein internationales Vermessungs-Zertifikat haben.

## Elite Platinum Label Races
| auch Teil der World Marathon Majors |

| Datum  | Veranstaltung                        | Distanz   | Sieger                     | Siegerin                      |
| ------ | ------------------------------------ | --------- | -------------------------- | ----------------------------- |
| 14.03. | Nagoya Women’s Marathon Nagoya       | 42,195 km | –                          | Mizuki Matsuda 2:21:51 h      |
| 10.04. | Xiamen-Marathon Xiamen               | 42,195 km | Yang Dinghong 2:15:25 h    | Jiao Anjing 2:35:30 h         |
| 26.09. | Berlin-Marathon Berlin               | 42,195 km | Guye Adola Idemo 2:05:45 h | Gotytom Gebreslase 2:20:09 h  |
| 03.10. | London-Marathon London               | 42,195 km | Sisay Lemma 2:04:01 h      | Joyciline Jepkosgei 2:17:43 h |
| 10.10. | Chicago-Marathon Chicago             | 42,195 km | Seifu Tura 2:06:12 h       | Ruth Chepngetich 2:22:31 h    |
| 11.10. | Boston-Marathon Boston               | 42,195 km | Benson Kipruto 2:09:51 h   | Diana Kipyokei 2:24:45 h      |
| 17.10. | Amsterdam-Marathon Amsterdam         | 42,195 km | Tamirat Tola 2:03:39 h     | Angela Tanui 2:17:57 h        |
| 07.11. | New-York-City-Marathon New York City | 42,195 km | Albert Korir 2:08:22 h     | Peres Jepchirchir 2:22:39 h   |
| 05.12. | Valencia-Marathon Valencia           | 42,195 km | Lawrence Cherono 2:05:11 h | Nancy Jelagat 2:19:30 h       |

## Elite Label Races
| Datum  | Veranstaltung                                        | Distanz    | Sieger                       | Siegerin                          |
| ------ | ---------------------------------------------------- | ---------- | ---------------------------- | --------------------------------- |
| 31.01. | Osaka Women’s Marathon Osaka                         | 42,195 km  | –                            | Mao Ichiyama 2:21:11 h            |
| 28.02. | Biwa-See-Marathon Ōtsu                               | 42,195 km  | Kengo Suzuki 2:04:56 h       | –                                 |
| 05.03. | Dschibuti-Halbmarathon Dschibuti                     | 21,0975 km | Mo Farah 1:03:07 h           | –                                 |
| 04.04. | Istanbul-Halbmarathon Istanbul                       | 21,0975 km | Kibiwott Kandie 59:35 min    | Ruth Chepngetich 1:04:02 h        |
| 10.04. | Lagos-Marathon Lagos                                 | 42,195 km  | Emmanuel Naibei 2:15:04 h    | Meseret Dinke 2:32:16 h           |
| 11.04. | Wuxi-Marathon Wuxi                                   | 42,195 km  | Li Zicheng 2:16:19 h         | Ding Changqin 2:32:45 h           |
| 11.09. | Tallinn-Halbmarathon Tallinn                         | 21,0975 km | Tiidrek Nurme 1:05:39 h      | Helena Peik 1:24:11 h             |
| 12.09. | Tallinn-Marathon Tallinn                             | 42,195 km  | Ibrahim Mukunda 2:30:43 h    | Kaisa Kukk 2:33:36 h              |
| 18.09. | 15K Nocturna Valencia Banco Mediolanum Valencia      | 15 km      | Emmanuel Maru 42:14 min      | Joyce Tele 47:24 min              |
| 19.09. | Kopenhagen-Halbmarathon Kopenhagen                   | 21,0975 km | Amedework Walelegn 59:10 min | Tsehay Gemechu 1:05:08 h          |
| 17.10. | Paris-Marathon Paris                                 | 42,195 km  | Elisha Rotich 2:04:21 h      | Tigist Memuye 2:26:11 h           |
| 17.10. | Changzhou-Halbmarathon Changzhou                     | 21,0975 km | Wu Xiangdong 1:03:58 h       | Liu Zhuang 1:17:19 h              |
| 17.10. | Yellow River Estuary International Marathon Dongying | 42,195 km  | Li Zicheng 2:18:55 h         | Zhou Hao 2:38:35 h                |
| 17.10. | Shanghai 10K Shanghai                                | 10,0 km    | Chen Jinyu 31:05 min         | Zhang Xinyan 32:57 min            |
| 17.10. | Barcelona-Halbmarathon Barcelona                     | 21,0975 km | Haftu Teklu 59:39 min        | Sandrafelis Chebet Tuei 1:07:12 h |
| 24.10. | Valencia-Halbmarathon Valencia                       | 21,0975 km | Abel Kipchumba 58:07 min     | Letesenbet Gidey 1:02:52 h WR     |
| 24.10. | Hong Kong Marathon Hongkong                          | 42,195 km  | Wong Kai 2:31:10 h           | Yiu Kit Ching 2:39:27 h           |
| 24.10. | Rotterdam-Marathon Rotterdam                         | 42,195 km  | Bashir Abdi 2:03:36 h AR     | Stella Barsosio 2:22:08 h         |
| 07.11. | Istanbul-Marathon Istanbul                           | 42,195 km  | Victor Kiplangat 2:10:18 h   | Sheila Jerotich 2:24:15 h         |
| 21.11. | New Taipei City Wan Jin Shi Marathon Neu-Taipeh      | 42,195 km  | Chiang Chieh-wen 2:26:29 h   | Yun Hsuan-tsai 2:58:57 h          |
| 26.11. | Abu Dhabi-Marathon Abu Dhabi                         | 42,195 km  | Titus Ekiru 2:06:13 h        | Judith Jeptum Korir 2:22:30 h     |
| 28.11. | Mexiko-Stadt-Marathon Mexiko-Stadt                   | 42,195 km  | Darío Castro 2:14:51 h       | Lucy Cheruiyot 2:27:22 h          |
| 05.12. | Fukuoka-Marathon Fukuoka                             | 42,195 km  | Michel Githae 2:07:51 h      | -                                 |
| 19.12. | Taipei International Marathon Taipeh                 | 42,195 km  | Demeke Kasaw 2:11:42 h       | Asifa Kasegn 2:30:44 h            |
| 19.12. | Hōfu Yomiuri-Marathon Hōfu                           | 42,195 km  | Dominic Nyarko 2:9:34 h      | Reia Iwade 2:31:32 h              |
| 31.12. | San Silvestre Vallecana Madrid                       | 10 km      | Mohamed Katir 27:45 min      | Degitu Azimeraw 30:26 min         |

## Label Races
| Datum  | Veranstaltung                                    | Distanz      | Sieger                            | Siegerin                             |
| ------ | ------------------------------------------------ | ------------ | --------------------------------- | ------------------------------------ |
| 27.03. | Buriram-Marathon Buri Ram                        | 42,195 km    | Sergei Zyrianov 2:35:02 h         | Rabeang Rangphia 3:14:58 h           |
| 05.04. | Meishan-Renshou-Halbmarathon Meishan             | 21,0975 km   | Jiang Fakun 1:03:02 h             | He Wuxia 1:12:49 h                   |
| 11.04. | Yangling-Marathon Yangling                       | 42,195 km    | Wang Tao 2:19:44 h                | Zhu Dandan 2:42:25 h                 |
| 11.04. | Xuzhou-Marathon Xuzhou                           | 42,195 km    | Peng Jianhua 2:11:16 h            | Zhang Deshun 2:29:11 h               |
| 24.04. | Peking-Halbmarathon Peking                       | 21,0975 km   | Peng Jianhua 1:04:53 h            | Jin Mingming 1:10:35 h               |
| 01.05. | Nelson Mandela Bay Halbmarathon Port Elizabeth   | 21,0975 km   | Lesiba Precious Mashele 1:01:18 h | Brillian Jepkorir Kipkoech 1:07:33 h |
| 02.05. | Genf-Marathon Genf                               | 42,195 km    | Shumi Dechasa 2:06:59 h           | Maureen Chepkemoi 2:24:19 h          |
| 30.05. | Prag-Marathon Prag                               | 42,195 km    | Benson Kipruto 2:10:16 h          | Purity Rionoripo 2:20:14 h           |
| 11.06. | Karlovac 10K Karlovac                            | 10,0 km      | Dieudonné Nsengiyumva 29:09 min   | Likina Amebaw 33:07 min              |
| 20.06. | Telesia International Trophy 10k Telese Terme    | 10,0 km      | Taye Girma 29:11 min              | Sutume Asefa Kebede 32:31 min        |
| 26.07. | Giro di Castelbuono Castelbuono                  | 11,273 km    | Mark Lomuket 35:17 min            | -                                    |
| 28.08. | Riga-Marathon Riga                               | 42,195 km    | Kristaps Bērziņš 2:38:36 h        | -                                    |
| 29.08. | Antrim Coast Half Marathon Larne                 | 21,0975 km   | Jemal Yimer 1:00:30 h             | Yalemzerf Yehualaw 1:03:44 h AR      |
| 04.09. | European Road Race (U20) Oderzo                  | 10 km / 5 km | Nicolò Gallo 31:00 min            | Aurora Bado 16:59 min                |
| 05.09. | Izmir-Halbmarathon Izmir                         | 21,0975 km   | Getaye Gelaw 1:02:42 h            | Betty Chepkwony 1:14:21 h            |
| 12.09. | Vienna City Marathon Wien                        | 42,195 km    | Leonard Kipkoech Langat 2:09:25 h | Vibian Chepkurui 2:24:29 h           |
| 19.09. | Rom-Marathon Rom                                 | 42,195 km    | Clement Kiprono Langat 2:08:23 h  | Peris Jerono 2:29:29 h               |
| 24.09. | Joburg 10K Cityrun Johannesburg                  | 10 km        | Collen Mulaudzi 29:41 min         | Tanith Maxwell 36:58 min             |
| 03.10. | Telesia-Halbmarathon Telese Terme                | 21,0975 km   | Panuel Mkungo 1:01:56 h           | Clémentine Mukandanga 1:15:20 h      |
| 03.10. | 10K Valencia Ibercaja Valencia                   | 10 km        | Zerei Kbrom 27:39 min             | Margaret Chelimo Kipkemboi 29:50 min |
| 03.10. | Košice-Marathon Košice                           | 42,195 km    | Reuben Kiprop Kerio 2:07:18 h     | Ayantu Kumela 2:24:35 h              |
| 09.10. | Stockholm-Marathon Stockholm                     | 42,195 km    | Fikadu Teferi 2:12:24 h           | Atalel Anmut 2:29:03 h               |
| 10.10. | 20 km von Paris Paris                            | 20 km        | Morhad Amdouni 57:54 min          | Samira Mezeghrane-Saad 1:09:08 h     |
| 10.10. | Buenos Aires-Marathon Buenos Aires               | 42,195 km    | Héctor Garibay 2:11:58 h          | Florencia Borelli 2:32:27 h          |
| 10.10. | München-Marathon München                         | 42,195 km    | Alexander Hirschhäuser 2:18:38 h  | Corinna Harrer 2:43:11 h             |
| 10.10. | Sofia-Marathon Sofia                             | 42,195 km    | Duncan Cheruiyot Koech 2:15:47 h  | Tubay Erdal 2:34:30 h                |
| 10.10. | Buenos Aires-Halbmarathon Buenos Aires           | 21,0975 km   | Fabian Manrique 1:04:43 h         | Agustina Landers 1:17:22 h           |
| 17.10. | Portugal-Halbmarathon Lissabon                   | 21,0975 km   | Gerba Dibaba 1:01:21 h            | Ethlemahu Sintayehu 1:10:48 h        |
| 17.10. | Lissabon-Marathon Lissabon                       | 42,195 km    | Andualem Shiferaw 2:05:52 h       | Bere Ayalew 2:25:07 h                |
| 17.10. | Roma – Ostia Rom                                 | 21,0975 km   | Abdisa Tola 59:54 min             | Joyce Tele 1:06:35 h                 |
| 24.10. | Venedig-Marathon Venedig                         | 42,195 km    | Anderson Seroi 2:12:21 h          | Sofiia Yaremchuk 2:29:12 h           |
| 31.10. | Bukarest-Marathon Bukarest                       | 42,195 km    | Ivan Siuris 2:16:35 h             | Adela Bălțoi 2:47:25 h               |
| 31.10. | Durban 10K Durban                                | 10,0 km      | Lesiba Precious Mashele 28:11 min | Tayla Kavanagh 32:10 min             |
| 07.11. | Barcelona-Marathon Barcelona                     | 42,195 km    | Samuel Kiplimo Kosgei 2:06:03 h   | Tadu Teshome 2:23:53 h               |
| 14.11. | Madrid-Halbmarathon Madrid                       | 21,0975 km   | Ronald Kiprotich Kirui 59:38 min  | Nelly Jepchumba 1:07:46 h            |
| 15.11. | Rio de Janeiro-Marathon Rio de Janeiro           | 42,195 km    | Justino da Silva 2:13:31 h        | Mirela de Andrade 2:44:51 h          |
| 21.11. | Lissabon-Halbmarathon Lissabon                   | 21,0975 km   | Jacob Kiplimo 57:31 min WR        | Tsehay Gemechu 1:06:06 h             |
| 21.11. | Durban 12K Durban                                | 12,0 km      | Daniel Simiu Ebenyo 34:01 min     | Jesca Chelagat 40:01 min             |
| 28.11. | Florenz-Marathon Florenz                         | 42,195 km    | CyBrian Kotut 2:08:59 h           | Tsehay Alemu Maru 2:27:17 h          |
| 12.12. | Málaga-Marathon Málaga                           | 42,195 km    | Mark Korir 2:07:39 h              | Tseginesh Mekonnin 2:24:50 h         |
| 12.12. | Bahrain-Halbmarathon Manama                      | 21,0975 km   | Philemon Kiplimo 1:00:01 h        | Gotytom Gebreslase 1:05:36 h         |
| 12.12. | Guadalajara-Marathon Guadalajara                 | 42,195 km    | Derara Hurisa 2:12:28 h           | Linet Toroitich Chebet 2:29:44 h     |
| 31.12. | Corrida Internacional de São Silvestre São Paulo | 15 km        | Belay Tilahun Bezabeh 44:54 min   | Sandrafelis Chebet Tuei 50:06 min    |
| 31.12. | BOclassic Bozen                                  | 10 km / 5 km | Tadese Worku 28:18 min            | Dawit Seyaum 15:22 min               |